# Tunnel de la Crête
Le tunnel de la Crête ou tunnel de la Crête des Guillaumaux  est un tunnel autoroutier de l'A89 à Beauregard-de-Terrasson en France
La longueur est de 355 mètres.

## Historique
Le tunnel de la Crête est située sur la section Thenon-Terrasson de l'autoroute A89. Le mandataire du chantier a été la société Guintoli qui a fait la réalisation du terrassement et de la chaussée. demathieu & bard a réalisé le génie civil du tunnel de la Crête.
Le marché a été passé le 25 juillet 2005 et le chantier a duré 22 mois. La section Thenon/Terrasson de l'autoroute A89 a été mise en service le 16 janvier 2008.

## Présentation

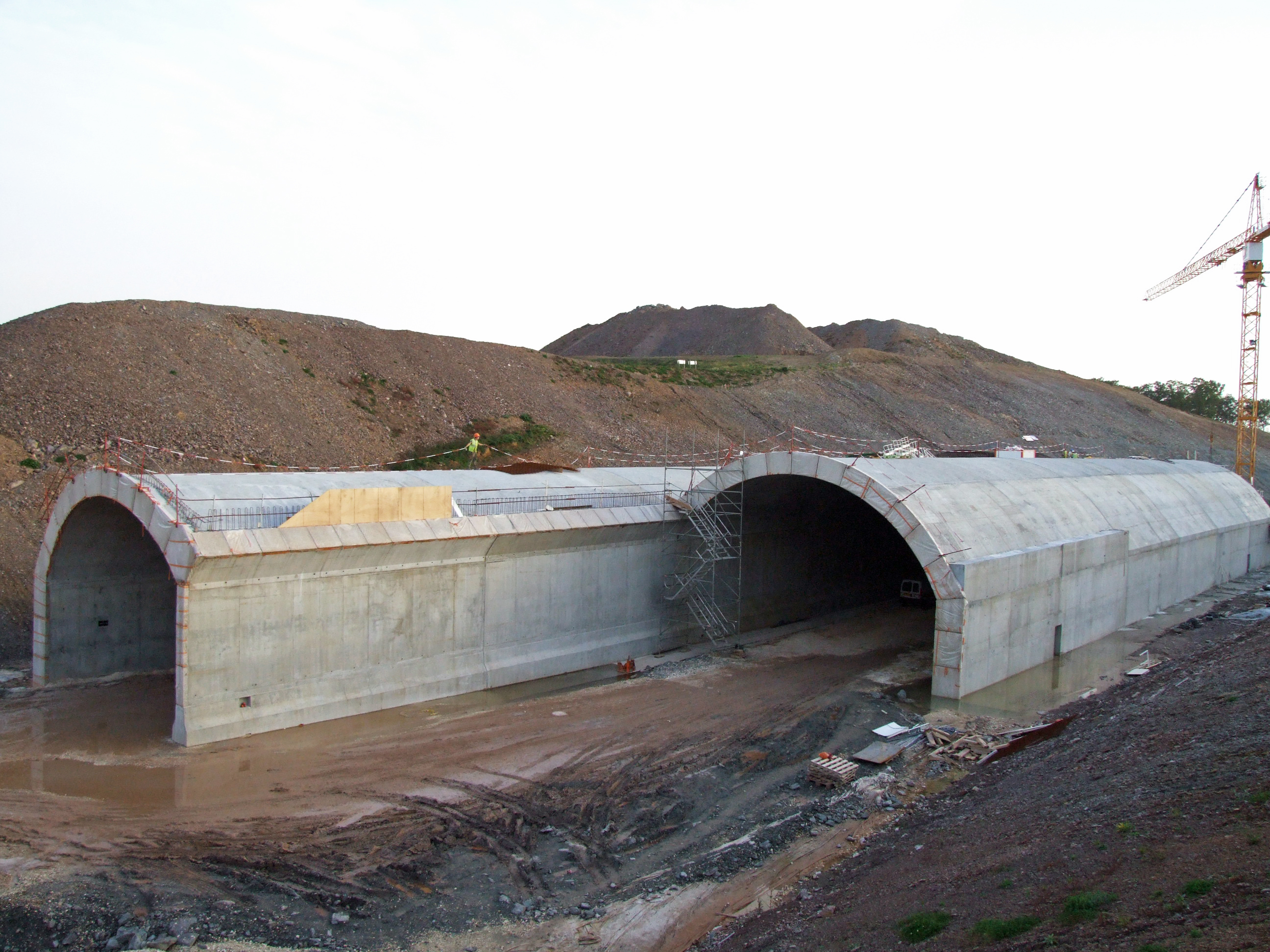
Le tunnel en cours de réalisation

L'ouvrage est situé sur la crête près du lieu-dit Les Guillaumaux, à côté du viaduc de l'Elle. Il passe sous la route départementale 62 reliant Badefols-d'Ans à Beauregard-de-Terrasson.
Le tunnel est place sur une courbe de 1 800 m de rayon. Le tunnel étant situé sur une pente, il a 3 voies montantes de 3,50 m, dans le sens Bordeaux/Brive, et 2 voies descendantes de 3,50 m, dans le sens Brive/Bordeaux. La vitesse est limitée à 110 km/h.
Le tunnel est bi-tube. La longueur de chaque tube est de 355 m, mais les deux tubes sont décalés de 24,6 m.
Le tunnel est réalisé après terrassement en tranchée réalisé entre septembre 2005 et février 2006. Le génie civil en béton armé du tunnel a été exécuté entre mars 2006 et mars 2007. Le remblaiement et la mise en place des différents équipements sont faits entre avril et novembre 2007.
Des aménagements de sécurité sont prévus dans le tunnel et sur la RD62 pour les intervenants éventuels.
Des bassins de décanteurs-déshuileurs permettent de traiter les eaux de chaussée et les eaux de pluie. Les eaux de lavage du tunnel et les liquides déversés accidentellement doivent être recueillis dans des cuves de rétention spécifiques d'une capacité de 200 m3.